# Full Circle (Dan Fogelberg)
Full Circle is het laatste muziekalbum dat de Amerikaan Dan Fogelberg heeft uitgegeven. Het was zijn eerste studioalbum sinds jaren. Een jaar nadat het album werd uitgegeven werd bij hem kanker geconstateerd. In 2007 overleed hij aan die ziekte. Het album is niet overal uitgegeven, na zijn hoogtijdagen in de jaren zeventig daalde de populariteit in met name Europa; in de Verenigde Staten en Japan bleef hij onverminderd populair. Het album is opgenomen in de Mountain Bird Studio’s in Colorado, waarschijnlijk zijn eigen studio, Fogelberg had zich al jaren afgezonderd.

## Musici
- Dan Fogelberg – gitaar, toetsen, zang;
- Roland Laboite – slagwerk;
- Donny Trout – basgitaar;
- Sven Birkebeiner – toetsen;
- Lee Mealone – conga en percussie
- Kenny Passarelli – achtergrondzang op (7) en (10)

Het album is opgedragen aan Chet Atkins, George Harrison en Buckaroo Boone, hij groet ze met Vaya con Dios.

## Composities
Alle liederen van Fogelberg zelf, tenzij anders vermeld
1. Half moon bay
2. When you're not near me
3. Full circle (Gene Clark)
4. Reason to run
5. Once in love
6. Whispers in the wind
7. This heart
8. Reach haven postcard
9. Drawing pictures (Hickory Grove)
10. Icarus ascending
11. Earth anthem (Bill Martin)